# Джон Прескотт
Джон Леслі Прескотт (англ. John Leslie Prescott; 31 травня 1938, Престатін, Денбігшир, Уельс — 20 листопада 2024) — британський політик, член Лейбористської партії, віце-прем'єр уряду Великої Британії в 1997–2007 роках. Також відомий як один з найбільш недорікуватих британських політиків.

## Біографія
Народився у бідній валлійській сім'ї. В юності працював офіціантом на кораблях британського торгового флоту, був активістом Національної спілки моряків. Закінчив коледж Раскін Оксфордського університету та Університет Халла. У 1966 році виставив свою кандидатуру на парламентських виборах від виборчого округу Саутпорт, але був другим. На парламентських виборах 1970 року виставив свою кандидатуру у виборчому окрузі Халл Іст і переміг. З тих пір і до 2010 року регулярно переобирався. У 1974–1979 був також депутатом Європарламенту. У 1974–1976 роках був радником міністра торгівлі. У період перебування лейбористів в опозиції був тіньовим міністром транспорту (1983–1984 і 1988–1993), зайнятості (1984–1987 і 1993–1994) і енергетики (1987–1989). У 1994 році брав участь у виборах глави Лейбористської партії, але зайняв друге місце, поступившись Тоні Блеру, проте був обраний віце-головою партії, перемігши на внутрішніх виборах Маргарет Беккет.
Після перемоги лейбористів на парламентських виборах 1997 Тоні Блер призначив Прескотта віце-прем'єром свого уряду і міністром у справах екології, транспорту та регіонального розвитку. У 2001 році Прескотт, зберігши за собою пост віце-прем'єра, був призначений Першим міністром, тоді як міністерство у справах екології, транспорту та регіонального розвитку було розділено. У 2007 році пішов у відставку з урядових посад і з посади віце-голови партії майже одночасно з Тоні Блером. У 2010 році йому було подаровано довічне перство; він засідає в Палаті лордів як барон Прескотт.
Страждав від нервової булімії і діабету.